# Försvarsbeslutet 1996
Försvarsbeslutet 1996 (regeringens proposition 1995/96:12, 1996/97:4, 1997/98:1D6) fattades i två etapper samt i en tilläggsproposition till 1998 års statsbudget. Etapp 1 antogs av riksdagen den 6 december 1995 och etapp 2 antogs den 13 december 1996. Försvarsbeslutet gick ut på att reducera försvarets grundorganisation för att istället förstärkas vid behov – från invasionsförsvar till anpassningsförsvar. För första gången fick Försvarsmakten även huvuduppgiften att kunna stödja samhället vid stora påfrestningar i fred.

## Bakgrund
I mitten av 1990-talet bestod Sveriges armé av fältförband, territorialförband och hemvärn. Riksdagsbeslutet innebar att Armén skulle inrikta sin planering mot 16 brigader (11 infanteri- och norrlandsbrigader, samt två pansar- och tre mekaniserade brigader) och i mitten på 1990-talet bestod Armén av sex fördelningsstaber med stabs- och sambandsförband, ca 100 infanteri-, jägar-, pansar-, artilleri- och luftvärns(robot)bataljoner. Till detta kunde läggas sju artilleriregementen fördelade över riket. Totalt fanns 450 000 soldater till förfogande, varav ca 100 000 bestod av hemvärnets personal. Viktigare vapensystem som hade börjat komma ut till förbanden  var nu stridsvagn 121 och 122 och stridsfordon 90. Att notera var den mängd av varianter avseende stridsvagnssystem som fanns, stridsvagn 103, stridsvagn 104 och stridsvagn 121-122. Dessutom innebar beslutet att splitterskydda en stor del av Arméns förband i och med inköp av öststatsfordon såsom pbv 401 (MTLB) och pbv 501 (BMP-1).
Inför beslutet var den stora frågan om vilka orter som skulle bli av med sin brigad, då det totala antalet brigader skulle minskas från 16 till 13 brigader. De orter som det kom det att handla om var Borås, Falun, Halmstad, Linköping, Umeå och Östersund, orter där Försvarsmakten hade en betydande roll på arbetsmarknaden. I ÖB:s förslag, FMP-97, ville Försvarsmakten avveckla Fältjägarbrigaden (NB 5) i Östersund, Dalabrigaden (NB 13) och Hallandsbrigaden (IB 16) i Halmstad och sedan omlokalisera Livgrenadjärbrigaden (IB 4) från Linköping till Kvarn i Borensberg. Genom betydande lobbyverksamhet från Östersund, Falun och Halmstad kom Regeringen Persson i sin proposition att ändra förslaget till att Livgrenadjärbrigaden (IB 4) i Linköping, Älvsborgsbrigaden (IB 15) i Borås och Lapplandsbrigaden (NB 20) i Umeå istället skulle avvecklas, ett förslag som regeringen med Centerpartiets stöd fick igenom i riksdagen den 13 december 1996. 
Försvarsbeslutet innebar vidare att Försvarsmakten fick nya uppgifter samt att första steget till att överge invasionsförsvaret togs (det sista steget i lämnandet av invasionsförsvaret togs genom försvarsbeslutet 2004). Det försvar som nu byggdes var mindre men mer kvalificerat och det skulle ha en stor växtkraft. Om det säkerhetspolitiska läget förändrades skulle full krigsduglighet nås inom ett år. På längre sikt skulle Försvarsmakten kunna växa, det vill säga utökas. Organisationen skulle också kunna anpassas för att möta nya hot.
Med beslutet följde att ett antal enheter skulle avvecklas före den 1 januari 1999 och med alla avvecklingsåtgärder genomförda före den 1 januari 2000.
| Verksamhetsår | Procent av BNP |
| ------------- | -------------- |
| 1996          | 2,2            |
| 1997          | 2,0            |
| 1998          | 1,9            |
| 1999          | 1,9            |
| 2000          | 1,8            |

## Försvarsmaktsplan 1997
ÖB:s förslag, även kallad Försvarsmaktsplan 1997 (FMP–97), kom i stora drag att handla om att Försvarsmakten önskade att reducera antalet fördelnings- och försvarsområdesstaber samt reducera verksamheten vid militärområdes- och marinkommandostaberna. Vidare önskade Försvarsmakten avveckla verksamhet vid vissa orter samt omlokalisera verksamhet till andra orter, det i syfte att renodla och skapa större garnisoner inom respektive försvarsgren. Till exempel bestod Halmstads garnison av både armé- och flygvapenförband, där Försvarsmakten önskade avveckla verksamheten i Halmstad, för att centralisera den till andra armé- och flygvapenförband.
Norra militärområdet
- Bodens garnison: Verksamheten reduceras vid Norra militärområdesstaben (Milo N).
- Härnösands garnison: Verksamheten reduceras vid Norrlandskustens marinkommando (MKN) och Norrlandskustens marinkommandounderhållsbataljon (MKUhbat N). Härnösands maringrupp med Härnösands kustartilleriregemente (HMG/KA 5) avvecklas
- Kalix garnison: Kalix försvarsområde (Fo 67) avvecklas.
- Kiruna garnison: Kiruna försvarsområde (Fo 66) avvecklas.
- Östersunds garnison: Nedre norra arméfördelningen (2. förd), Jämtlands försvarsområde (Fo 22), Fältjägarbrigaden (NB 5), Norrlands artilleriregemente (A 4) avvecklas. Fallskärmsjägarskolan tillkommer från Karlsborg.

Mellersta militärområdet
- Enköpings garnison: Arméns taktiska centrum inrättas
- Falu garnison: Kopparbergs försvarsområde (Fo 53) och Dalabrigaden (NB 13) avvecklas
- Fårösunds garnison: Fårösunds marinbrigad med Gotlands kustartilleriregemente (FMB) avvecklas och en mindre kader inrättas istället i Visby.
- Haninge garnison: Verksamheten reduceras vid Ostkustens marinkommando (MKO) och Ostkustens marinkommandounderhållsbataljon (MKUhbat O).
- Linköpings garnison: Livgrenadjärbrigaden (IB 4) flyttas till Prästtomta skjutfält. Mellersta arméfördelningen (14. förd), Svea artilleriregemente (A 1), Svea trängkår (T 1) och Målflygdivisionen (MFD) avvecklas.
- Strängnäs garnison: Verksamheten reduceras vid Mellersta militärområdesstaben (Milo M). Södermanlands försvarsområde (Fo 43) avvecklas. Försvarets internationella centrum (SWEDINT) tillkommer från Södertälje.
- Söderhamns garnison: Hälsinge flygflottilj (F 15) avvecklas
- Södertälje garnison: Svea ingenjörkår (Ing 1) avvecklas, Försvarets internationella centrum (SWEDINT) flyttas till Strängnäs
- Uppsala garnison: Flygvapnets officershögskola (FOHS), Flygvapnets väderskola (VädS), Grundläggande Taktisk Flygutbildning (GTU), IT-skolan inrättas
- Visby garnison: Gotlands luftvärnskår (Lv 2) avvecklas, Gotlands artilleriregemente (A 7) reduceras
- Västerås garnison: Västmanlands regemente (Fo 48) avvecklas
- Örebro garnison: Örebro försvarsområde (Fo 51) avvecklas

Södra militärområdet
- Göteborgs garnison: Verksamheten reduceras vid Västkustens marinkommando (MKV) och Västkustens marinkommandounderhållsbataljon (MKUhbat V). Göteborgs marinbrigad med Älvsborgs kustartilleriregemente (GMB/KA 4) avvecklas
- Halmstads garnison: Hallands försvarsområde (Fo 31), Hallandsbrigaden (IB 16), Göta luftvärnskår (Lv 6), Flygvapnets Halmstadsskolor (F 14) avvecklas
- Kalmar garnison: Kalmar regemente (Fo 18) avvecklas
- Karlsborgs garnison: Livregementets husarer (K 3) flyttas till Borås, Fallskärmsjägarskolan (FJS) till Östersund, Arméns underrättelseskola (UndS) till Uppsala/Enköping. Göta signalkår (S 2) avvecklas.
- Karlskrona garnison: Verksamheten reduceras vid Sydkustens marinkommando (MKS) och Sydkustens marinkommandounderhållsbataljon (MKUhbat S), Karlskrona örlogsskolor (KÖS) avvecklas
- Kristianstads garnison: Verksamheten reduceras vid Södra militärområdesstaben (Milo S).
- Ljungbyheds garnison: Krigsflygskolan (F 5) avvecklas
- Malmö garnison: Öresunds marindistrikt (MDÖ) avvecklas och omorganiseras till en enhet ingående i Södra marinkommandot eller Västra marinkommandot.
- Skövde garnison: Västra arméfördelningen (3. förd) och Skaraborgs försvarsområde (Fo 35) avvecklas
- Växjö garnison: Kronobergs försvarsområde (Fo 16) avvecklas
- Ystads garnison: Malmö försvarsområde (Fo 11) avvecklas
- Ängelholms garnison: Flygvapnets tekniska skola (FTS), Flygvapnets basbefälsskola (BBS), Flygtrafiktjänstskolan (FFL) och Grundläggande Flygutbildning (GFU) inrättas

## Regeringens proposition 1996/97:4

### Avvecklade organisationsenheter
| Arméfördelningar - 2. förd – Nedre norra arméfördelningen, Östersund - 3. förd – Västra arméfördelningen, Skövde - 14. förd – Mellersta arméfördelningen, Linköping Försvarsområdesstaber - Fo 11 – Malmö försvarsområde, Ystad - Fo 14 – Kristianstads försvarsområde, Hässleholm - Fo 16 – Kronobergs försvarsområde, Växjö - Fo 17 – Jönköpings försvarsområde, Eksjö - Fo 18 – Kalmar försvarsområde, Kalmar - Fo 21 – Gävleborgs försvarsområde, Gävle - Fo 22 – Jämtlands försvarsområde, Östersund - Fo 23 – Västernorrlands försvarsområde, Sollefteå - Fo 32 – Göteborgs och Bohus försvarsområde, Göteborg - Fo 34 – Älvsborgs försvarsområde, Borås - Fo 35 – Skaraborgs försvarsområde, Skövde - Fo 41 – Östergötlands försvarsområde, Linköping - Fo 43 – Södermanlands försvarsområde, Strängnäs - Fo 47 – Uppsala försvarsområde, Enköping - Fo 48 – Västmanlands försvarsområde, Västerås - Fo 53 – Kopparbergs försvarsområde, Falun - Fo 63 – Bodens försvarsområde, Boden - Fo 66 – Kiruna försvarsområde, Kiruna - Fo 67 – Kalix försvarsområde, Kalix Infanteri- och Norrlandsbrigader - IB 4 – Livgrenadjärbrigaden, Linköping - IB 15 – Älvsborgsbrigaden, Borås - NB 20 – Lapplandsbrigaden, Umeå Arméflyget - AF 1 – Norrbottens arméflygbataljon, Boden - AF 2 – Östgöta arméflygbataljon, Linköping Artilleriet - A 1 – Svea artilleriregemente, Linköping - A 4 – Norrlands artilleriregemente, Östersund Ingenjörtrupperna - Ing 1 – Svea ingenjörkår, Södertälje | Luftvärnet - Lv 4 – Skånska luftvärnskåren, Ystad Trängtrupperna - T 1 – Svea trängkår, Linköping Signaltrupperna - S 2 – Göta signalkår, Karlsborg Flygvapnet - F 5 – Krigsflygskolan, Ljungbyhed - F 15 – Hälsinge flygflottilj, Söderhamn - MFD – Målflygdivisionen, Malmslätt Flottan - Berga örlogsskolor, Berga - Karlskrona örlogsskolor, Karlskrona Kustartilleriet - HMG/KA 5 – Härnösands maringrupp med Härnösands kustartilleriregemente, Härnösand Marinflyget - MFlygL – Marinflygledningen, Berga - 11. hkpdiv – 11. helikopterdivisionen, Berga - 12. hkpdiv – 12. helikopterdivisionen, Göteborg - 13. hkpdiv – 13. helikopterdivisionen, Kallinge Centrum - AFC – Arméns flygcentrum, Boden - ArtSS – Arméns artillericentrum, Kristinehamn - BrigC – Arméns brigadcentrum, Skövde - FarbC – Arméns fältarbetscentrum, Eksjö - LSC – Arméns lednings- och sambandscentrum, Enköping - LvC – Arméns luftvärnscentrum, Norrtälje - UhC – Arméns underhållscentrum, Skövde - VAC – Försvarsmaktens verkstadsadministrativa centrum, Karlstad Skolor - FV UndS – Flygvapnets underrättelseskola, Uppsala - TolkS – Försvarets tolkskola, Uppsala - UndS – Arméns underrättelseskola, Karlsborg |

### Upprättade organisationsenheter
| Försvarsområdesstaber - Fo 14 – Skånes försvarsområde, Hässleholm - Fo 17 – Smålands försvarsområde, Eksjö - Fo 23 – Västernorrlands och Jämtlands försvarsområde, Sollefteå - Fo 32 – Västra Götalands försvarsområde, Göteborg - Fo 43 – Södermanlands och Östergötlands försvarsområde, Strängnäs - Fo 47 – Uppsala och Västmanlands försvarsområde, Enköping - Fo 53 – Dalarna och Gävleborgs försvarsområde, Falun - Fo 63 – Norrbottens försvarsområde, Boden Försvarsområdesgrupper - Bohusdalgruppen, Skredsvik - Gävleborgsgruppen, Gävle - Jämtlandsgruppen, Östersund - Kalmargruppen, Kalmar - Kronobergsgruppen, Växjö - Lapplandsjägargruppen, Kiruna - Livgrenadjärgruppen, Linköping - Norrbottens gränsjägargrupp, Kalix - Skaraborgsgruppen, Skövde - Södra skånska gruppen, Revingehed - Västmanlandsgruppen, Västerås - Älvsborgsgruppen, Borås | Centrum - FMUndSäkC – Försvarsmaktens underrättelse- och säkerhetscentrum, Uppsala - Försvarsmaktens underhållscentrum, Karlstad - ArméC – Armécentrum, Enköping - FlygvapenC – Flygvapencentrum, Linköping - MarinC – Marincentrum, Haninge Marinen - Försvarsmaktens helikopterflottilj, Linköping - 1. hkpbat – Norrlands helikopterbataljon, Boden - 2. hkpbat – Svea helikopterbataljon, Berga - 3. hkpbat – Göta helikopterbataljon, Ronneby - 4. hkpbat – Östgöta helikopterbataljon Linköping - Örlogsskolorna, Berga Omorganisationer - Öresunds marindistrikt inordnades i Västkustens marinkommando - SWEDINT i Södertälje omorganiserades till Försvarsmaktens internationella kommando |

### Sammanfattning
- Arméfördelningsstaberna reducerades från 6 till 3,
- Armébrigaderna reducerades från 16 till 13,
- Fördelningsförbanden i övrigt reducerades till sitt antal med cirka en tredjedel,
- Försvarsområdesstaberna reducerades från 26 till 16,
- Ytstridsfartygen reducerades från 30 till 24,
- Ubåtarna reducerades från 12 till 9,
- De rörliga kustförsvarsförbanden bibehölls medan de fasta kustförsvarsförbanden reducerades till cirka hälften,
- Stridsflygdivisionerna reducerades från 16 till 13,
- Det lätta attackflyget avvecklades,
- Flygbasbataljonerna reducerades från 24 till 16.

## Regeringens proposition 1997/98:1D6
Inför 1998 års statsbudget (betänkande 1997/98:FöU1, proposition 1997/98:1D6) lämnade regeringen ett ytterligare förslag om en omorganisation av Försvarsmakten, den så kallade skolutredningen, som gjordes efter försvarsbeslutet 1996, stipulerade i en större omorganisation av Försvarsmaktens skolor. Omorganisationen ledde till att arméns, flygvapnets och marinens skolor sammanfördes till försvarsmaktsgemensamma skolor, där syftet var att nå samordningsvinster genom en minskning av antalet utbildningsplatser som bedrev snarlik utbildning. Vidare fastställde riksdagen arméns, flygvapnets och marinens nya organisation som skulle vara införd senast 2001.

### Avvecklade organisationsenheter
- Flygvapnets officershögskola i Halmstad
- Flygvapnets krigshögskola i Uppsala
- Krigsskolan i Solna
- Marinens officershögskola i Karlskrona
- Marinens krigshögskola i Berga
- Stridsskola Nord (SSN) i Umeå
- Stridsskola Mitt (SSM) i Borensberg
- Stridsskola Syd (SSS) i Skövde
- Flygvapnets Halmstadsskolor i Halmstad
- Skaraborgs försvarsområdesstab i Skövde
- Dykskolor inom marinen reduceras från tre till två, Berga och Karlskrona.
- Målflygdivisionen i Linköping
- Arméns underhålls- och motorskola i Skövde
- Arméns underhållscentrum i Skövde
- Verkstadsadministrativt centrum i Karlstad

### Upprättade organisationsenheter
- Markstridsskolan i Skövde
- Militärhögskolan Halmstad i Halmstad
- Militärhögskolan Karlberg i  Solna
- Militärhögskolan Östersund i  Östersund
- Försvarsmaktens Halmstadsskolor i Halmstad
- Västra Götalands försvarsområdesstab i Göteborg
- Södra skånska gruppen i Revingehed
- Kronobergsgruppen i Växjö
- Kalmargruppen i Kalmar
- Bohus/Dalsgruppen i Skredsvik
- Älvsborgsgruppen i Borås
- Skaraborgsgruppen i Skövde
- Livgrenadjärgruppen i Linköping
- Västmanlandsgruppen i Västerås
- Gävleborgsgruppen i Gävle
- Jämtlandsgruppen i Östersund
- Försvarsmaktens helikopterflottilj organisera verksamheten i fyra divisioner
- Försvarsmaktens underhållscentrum (tidigare benämnt Försvarsmaktens försörjningscentrum) lokaliseras till Karlstad
- Försvarsmaktens bas- och underhållsskola i Halmstad
- Försvarsmaktens underhållscentrum i Karlstad

### Omlokalisering/Omorganiseras
- Flygvapnets basbefälskola inordnas i Försvarsmaktens bas- och underhållsskola i Halmstad
- Underhållsutbildningen i Arméns underhålls- och motorskola i Skövde inordnas i Försvarsmaktens bas- och underhållsskola i Halmstad
- Motorutbildningen i Arméns underhålls- och motorskola i Skövde inordnas i Arméns tekniska skola i Östersund
- Marinens intendenturskola i Karlskrona inordnas i Försvarsmaktens bas- och underhållsskola i Halmstad
- Marinens bassäkerhetsskolai Berga inordnas i Försvarsmaktens bas- och underhållsskola i Halmstad
- Flygvapnets väderskolai Ljungbyhed  inordnas i Försvarsmaktens Halmstadsskolor i Halmstad
- Flygvapnets flygledarskola i Ljungbyhed inordnas i Försvarsmaktens Halmstadsskolor i Halmstad
- Skeppstekniska skolan i Berga omlokaliseras till Karlskrona
- Kustartilleriets stridsskola i Täby samlokaliseras med övriga kustartilleriförband i Vaxholms garnison

## Krigsorganisation

### Armén
- Sex infanteribrigader, fem Norrlandsbrigader, två pansarbrigader och tre mekaniserade brigader. Reduceras till 13 armébrigader senast 2001
- Serieförberedelser för den måldetekterande artillerigranaten BONUS skall beställas.

### Marinen
- Fyra marinkommandon, ett marindistrikt, en rörlig marin ledningsgrupp och åtta bas- och underhållsbataljoner. Reduceras till fyra marinkommandon, en rörlig marin ledningsgrupp och fem marina underhållsbataljoner senast år 2001.
- Halvtidsmodifiering av patrullbåtar typ Kaparen skall slutföras.
- Anskaffning av minröjningsfartyg typ Styrsö skall slutföras.
- Anskaffning av korvett typ Visby skall fortsätta.
- Återstående ubåtar typ Gotland skall införas i krigsorganisationen.
- En ubåt typ Näcken och tre ubåtar typ Sjöormen skall avvecklas.
- En rörlig kustartilleribrigadledning, 12 kustförsvarsbataljoner, fem amfibiebataljoner, tre kustartilleribataljoner och ett tungt kustrobotbatteri. Utvecklas till två rörliga kustartilleribrigadledningar, sex kustförsvarsbataljoner, sex amfibiebataljoner, tre kustartilleribataljoner och ett tungt kustrobotbatteri senast år 2001.
- 12 robotbåtar och 12 patrullbåtar, tre minkrigsavdelningar med bl.a. sju minjaktfartyg typ Landsort och två minfartyg, samt en ubåtsavdelning med 12 ubåtar. Utvecklas till två ytstridsflottiljer med sex kustkorvetter, sex robotbåtar och 12 patrullbåtar, tre minkrigsavdelningar med bl.a. sju minjaktsfartyg typ Landsort och två minfartyg, samt en ubåtsavdelning med nio ubåtar, varav två i materielberedskap, senast år 2001

### Flygvapnet
- Tre flygkommandostaber, tre vädercentraler, nio strilbataljoner och 24 basbataljoner. Strilbataljoner skall reduceras till sex och antalet basbataljoner till 16 senast år 2001.
- 12 JAS 39 Gripen-divisioner.
- Vädercentral Syd och Vädercentral Nord läggs ned
- Två divisioner J 35, åtta divisioner JA 37 och sex divisioner AJS 37, reduceras till sju senast år 2001.
- Utveckling och anskaffning av ny materiel (bl.a. robot 99 och störkapsel för JA 37 och bombkapsel för AJS-systemet
- JA 37 skall fortsätta att systemmodifieras och att integrationen av robot 99 på skall fortsätta.
- Sk 37 skall fortsätta att modifieras och tillföras telestörsystem
- Omsättningen av signalspaningsförbandet från Tp 85 till S 102 B fortsätta
- Avvecklingen av målflygdivisionen och flygplanssystem 32 skall slutföras under år 1998
- Den flygburna signal- och radarspaningen i fred samt flygtransportresurserna i Bromma lokaliseras till Uppsala

### Gemensamma staber
- Försvarets internationella centrum omorganiserades den 1 juli 1997 till Försvarets internationella kommando
- En arméflygbataljon, tre marina helikopterdivisioner och sju flygräddningsgrupper. Reduceras till sex flygräddningsgrupper senast år 2001.